# Pian dei Giullari
(Giovanni Spadolini)
Il Pian dei Giullari è una zona collinare di Firenze, che si sviluppa lungo l'omonima via, da via San Leonardo (e quindi dal colle di Arcetri) a via Santa Margherita a Montici. Appartiene amministrativamente al Quartiere 3 Gavinana-Galluzzo.

## Descrizione
Si tratta di un piccolo e suggestivo borgo sorto lungo la strada che andava all'Impruneta, che è rimasto praticamente inalterato nel tempo.
La zona è ricchissima di ville e forse proprio in una di queste, villa Il Teatro, si trovava il teatro, appunto, dove si esibivano almeno fin dal Trecento le compagnie di giullari, mimi e commedianti di passaggio in città.
Nel 1529-1530 la zona venne usata dagli accampamenti delle truppe imperiali durante l'assedio di Firenze e in molte delle ville della strada avevano sede i generali e i segretari degli eserciti: Filippo d'Orange stava a villa Ravà, al 72, mentre Baccio Valori a villa Pazzi (numero 52). L'assedio è ben rappresentato dall'affresco di Giorgio Vasari presente in Palazzo Vecchio a Firenze.

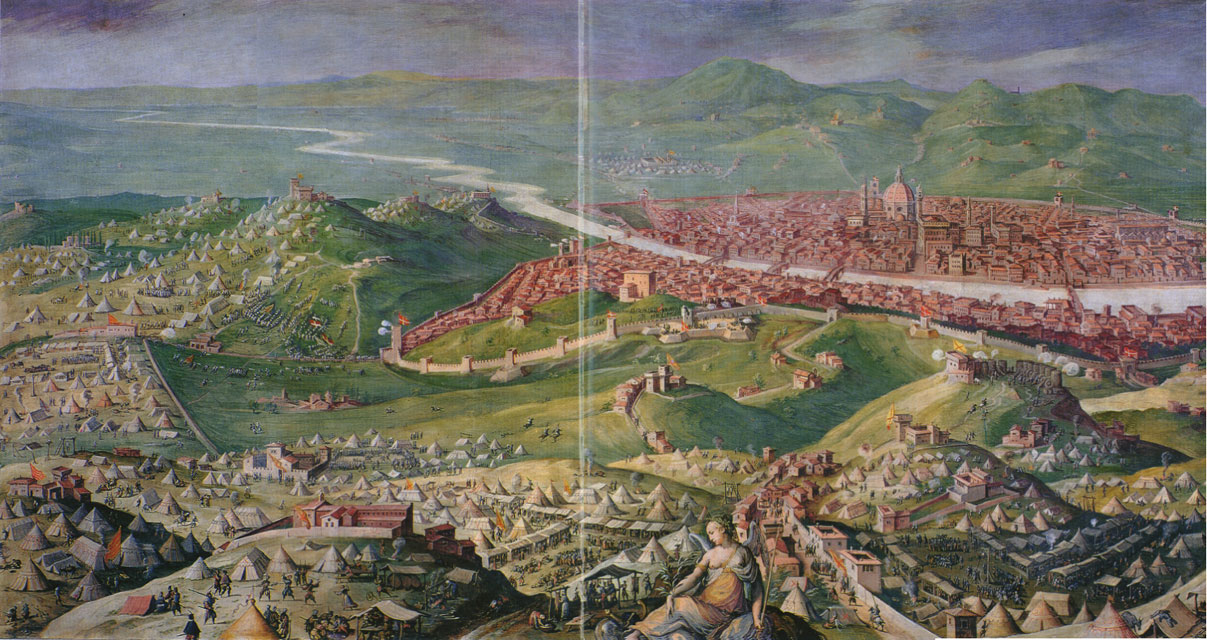
Giorgio Vasari. L'Assedio di Firenze, affresco in Palazzo Vecchio.

La villa più famosa è comunque Il Gioiello, dove visse gli ultimi anni e morì Galileo Galilei, confinato dopo il processo e l'abiura, e assistito dal fedele discepolo Vincenzo Viviani e dal conforto della vicinanza al convento di San Matteo in Arcetri, dove aveva preso i voti l'amatissima figlia suor Maria Celeste.
All'inizio della strada si trovano le quattro-cinquecentesche villa Capponi e villa il Giullarino, mentre al bivio con via Torre del Gallo si affacciano l'omonima villa e villa Volsanminiato. Poco più avanti si trovano villa Nunes Vais (al 28), dal curioso aspetto con le losanghe dipinte sulle pareti, villa il Teatro (21-23), villa Pian dei Giullari e villa Masieri.
All'incrocio con via San Matteo in Arcetri si trova villa Le Corti, che un tempo era lo Spedale di Santissima Trinità e Santa Croce, e poco più avanti sulla strada villa Pazzi e villa Ravà, con lo stemma Guicciardini sulla facciata. In fondo alla strada, in prossimità della chiesa di Santa Margherita in Arcetri, si trovano sia la villa storica della famiglia Spadolini (131) sia la villa di Giovanni Spadolini (139), dove oggi ha sede la sua casa-museo e la Fondazione Spadolini Nuova Antologia.
Al termine dell'abitato, in una nicchia scavata nel muro che lambisce la strada, si trova una fontanella oggi senz'acqua con tracce di un cartello viario che anticamente segnava il confine tra i comuni di Galluzzo e di Bagno a Ripoli.

## Galleria d'immagini

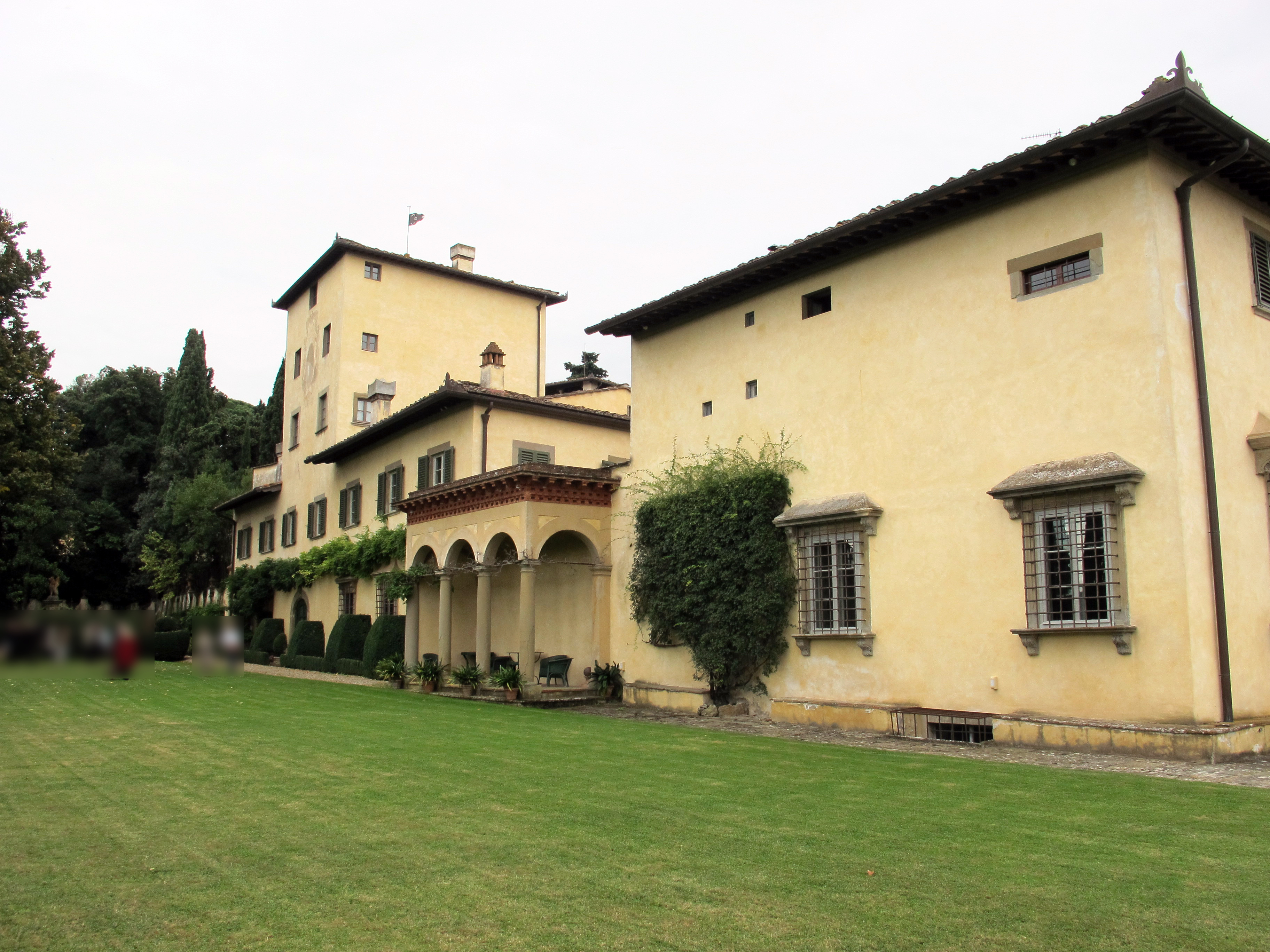
Villa Capponi
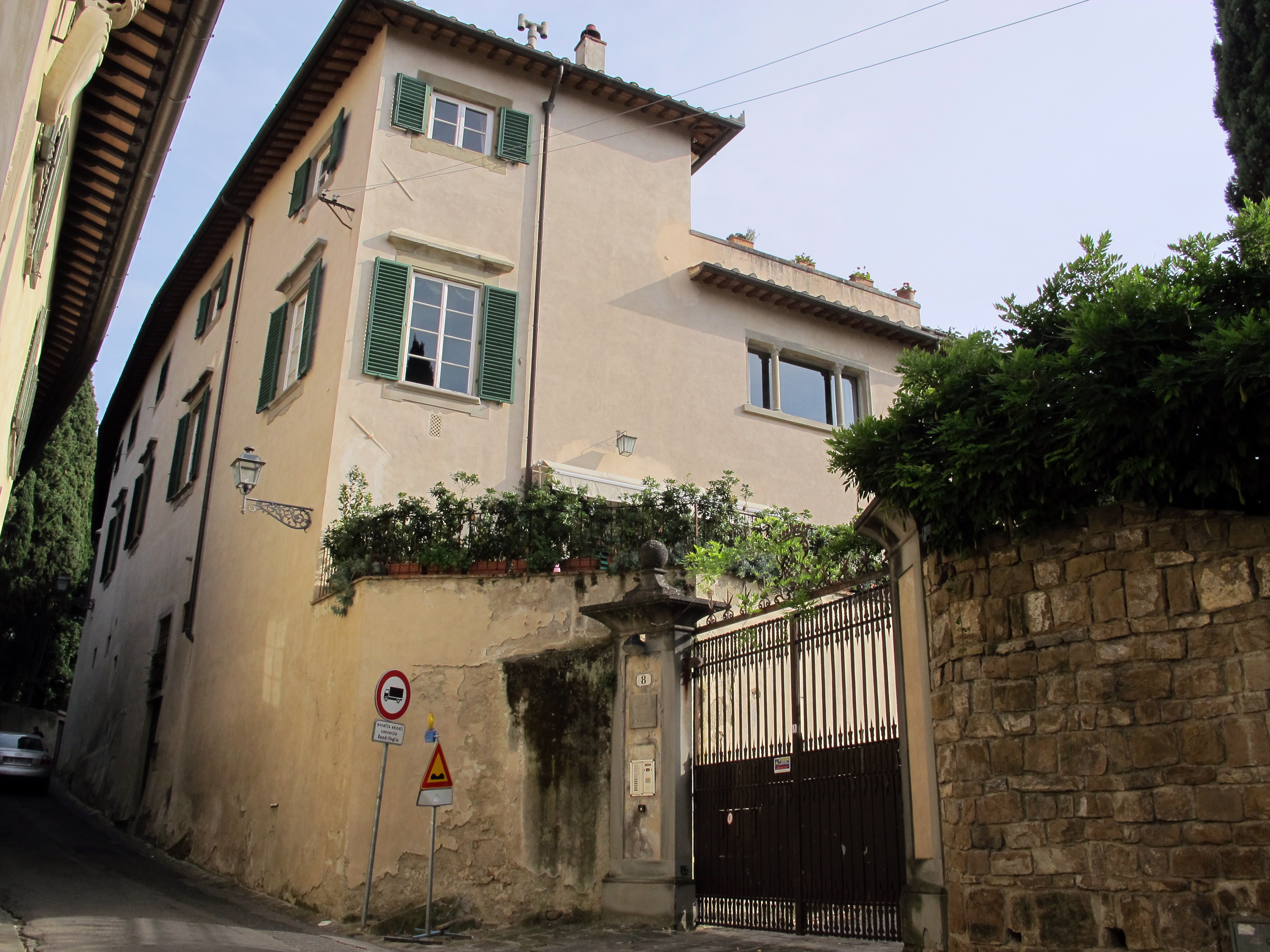
Villa Il Giullarino
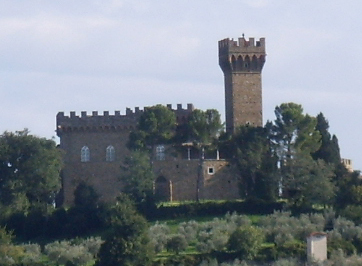
Torre del Gallo
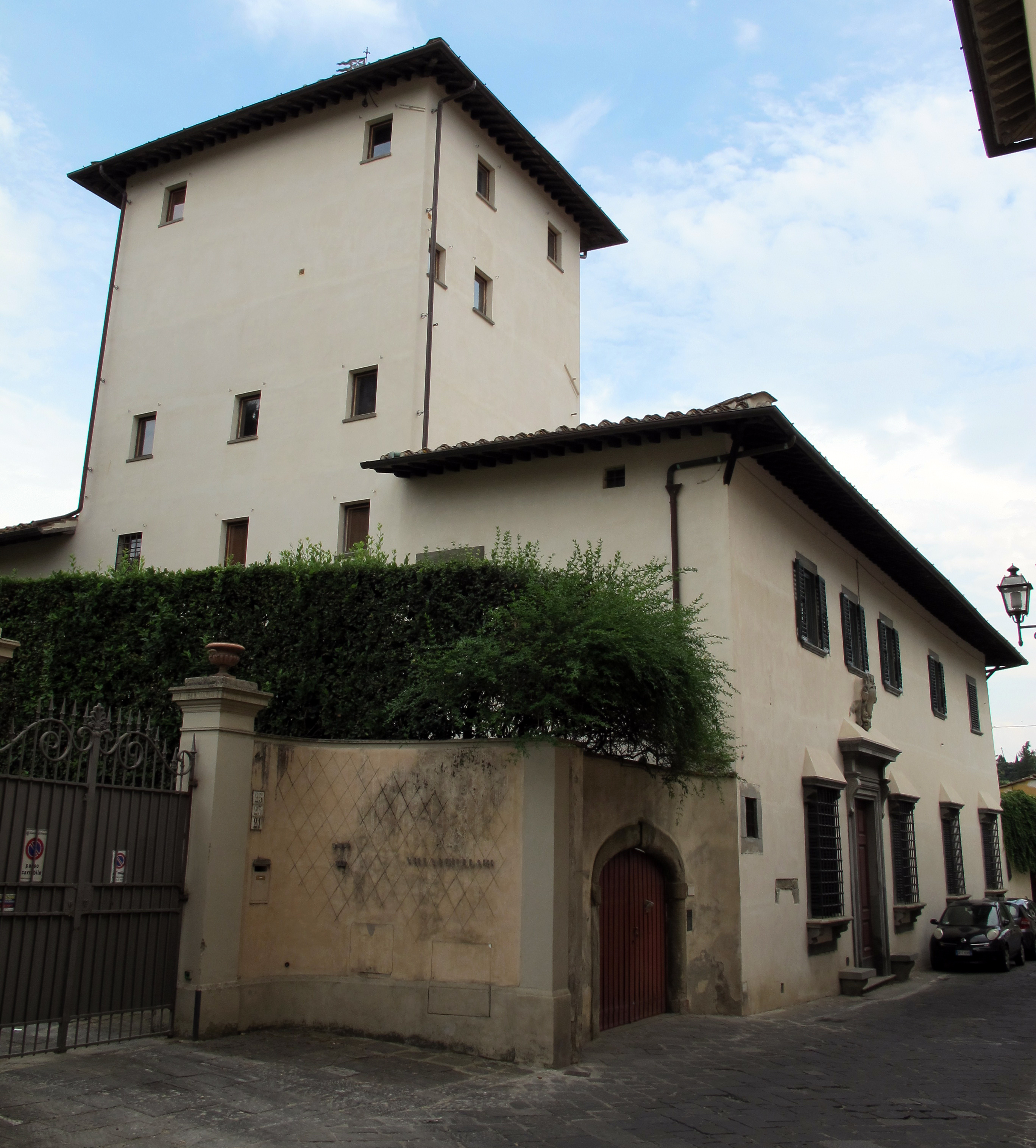
Villa Pian dei Giullari
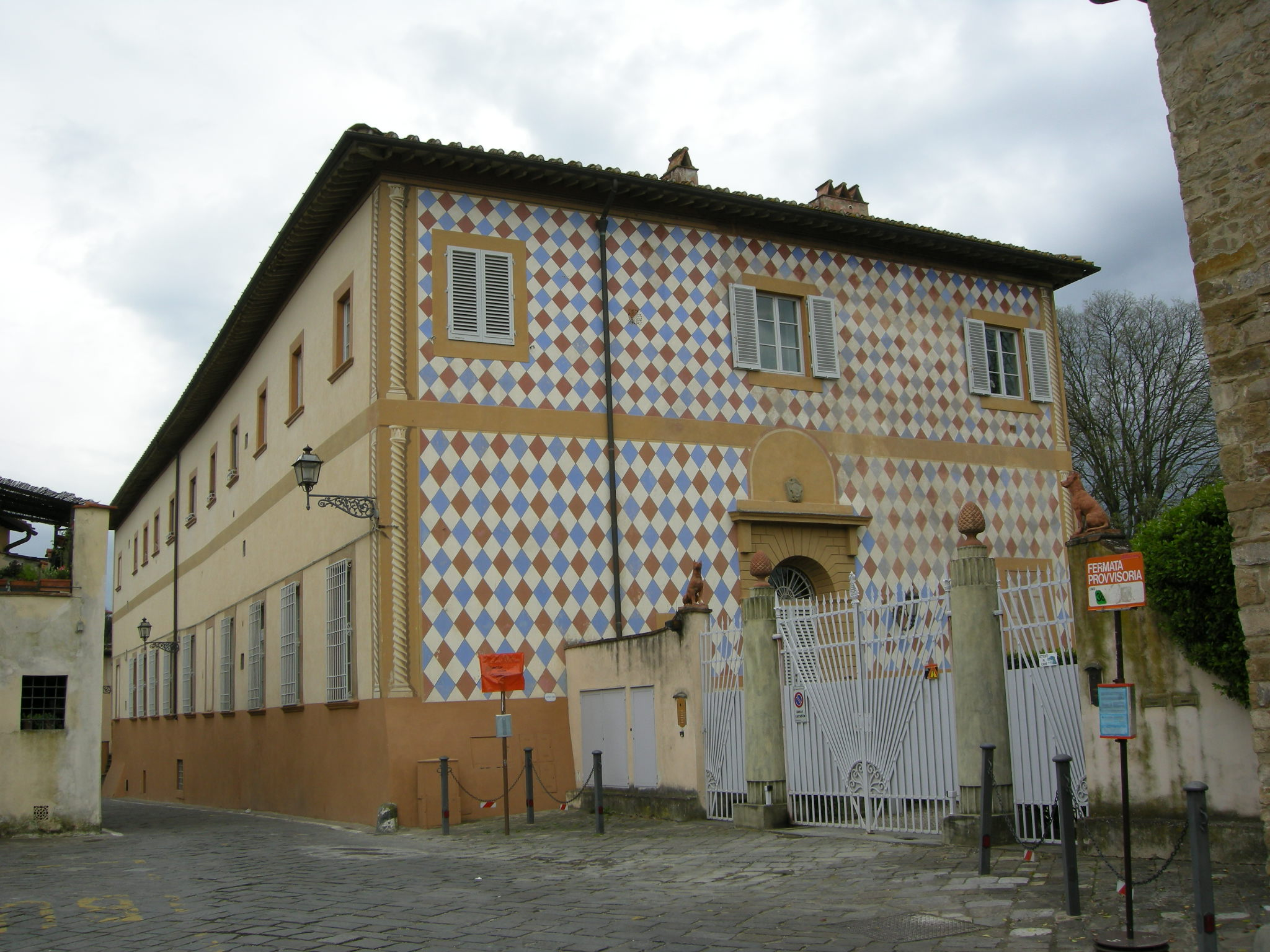
Villa Nunes Vais
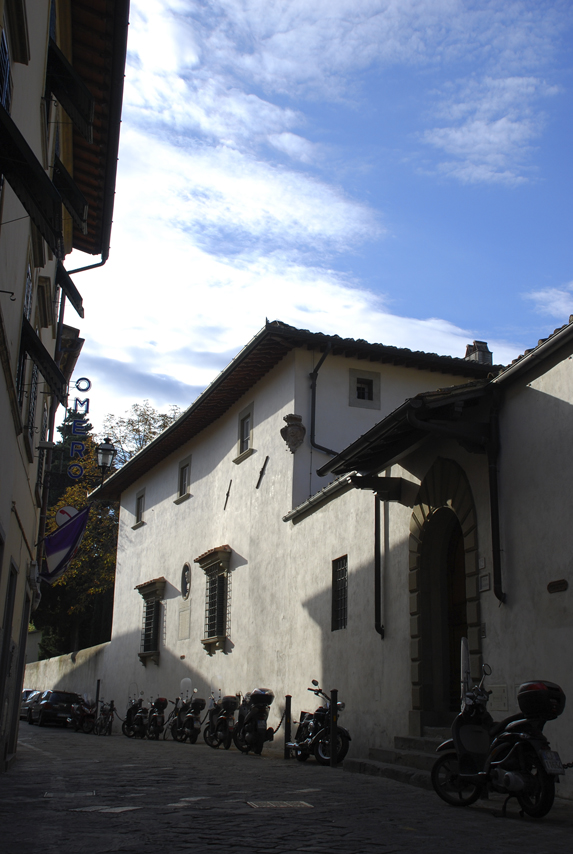
Villa Il Gioiello
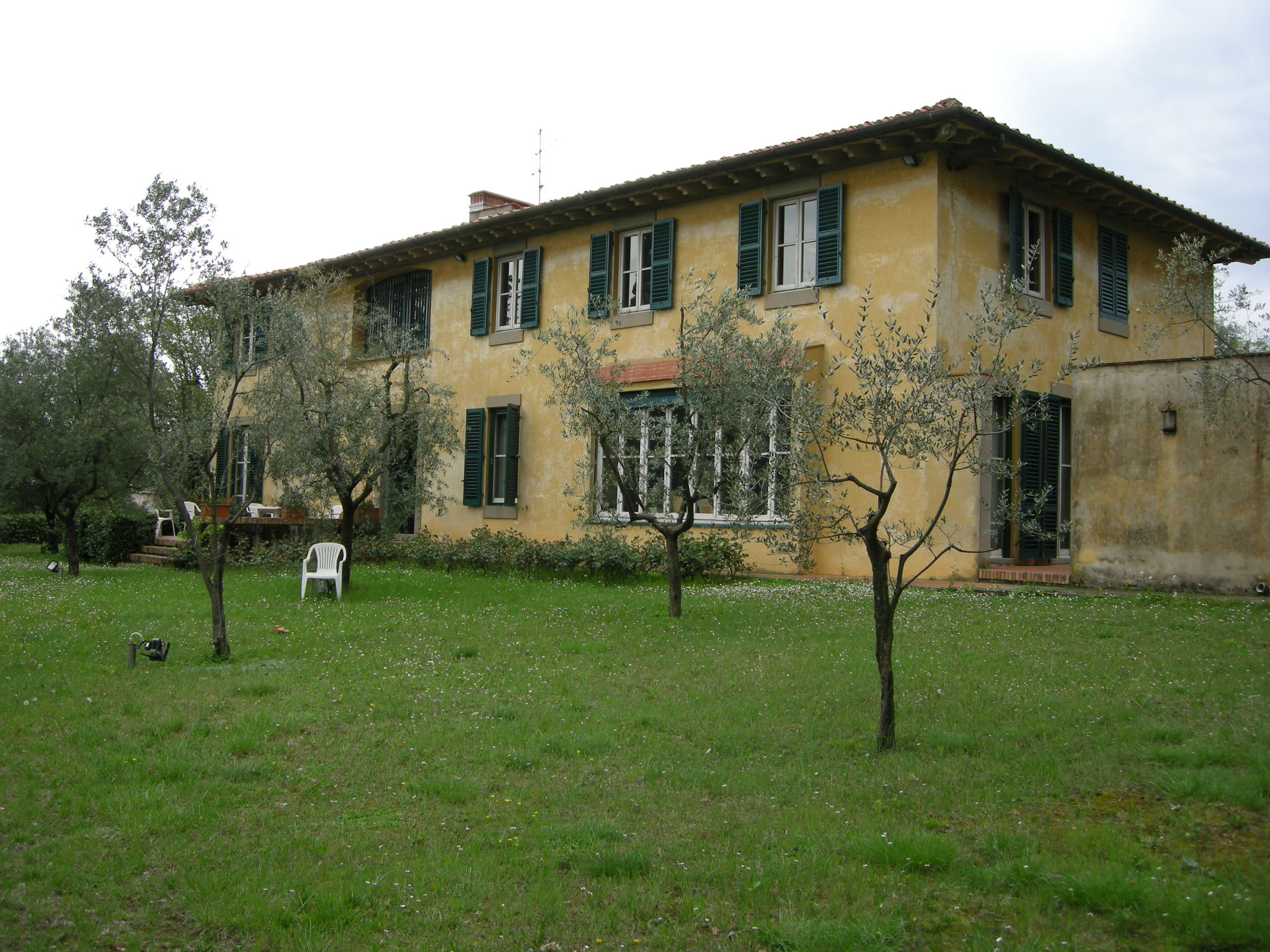
Villa Spadolini